# نجف بنور (كتاب)
نجف بنور هو كتاب سيرة ذاتية عن الكاتب الساخر سامي فريد، الكتاب من إنتاج 2013.

## نبذة عن الكتاب
يحكي الكتاب جانبًا من السيرة الذاتية للمؤلف تعكس صفحات من حياة امبابة التي رآها المؤلف قرية تتطور حتى صارت مدينة فيها مشاهد من طفولة عاشها المؤلف ورأى فيها ملهى الكيت كات العالمي والملك فاروق وذكر فيها بعض أسماء شوارعها الغريبة مثل قطر الندى وشجرة الدر وعز الدين أيبك وفضل الله عثمان مسقط رأس الكاتب إبراهيم أصلان وبعض نجوم الرياضة المشاهير الذين خرجوا منها. وكتب المؤلف إهداء إلى إمبابة مدينته التي عاش فيها فيقول:
| نجف بنور (كتاب) | إلى "إمبابة" التى تسكنني ولا تفارقها روحى.. إلى نيلها وحاراتها وبيوتها وصخب أسواقها ودفء المشاعر فيها وقلوب أهلها الطيبين وإلى كل ما أزهر وأورق لى فيها من صداقات وحب. | نجف بنور (كتاب) |

## آراء النقاد
- في الأهرام اليومي:

| نجف بنور (كتاب) | لوحة بديعة رسمها الكاتب المبدع سامي فريد بمجموعة أحاسيس أضاءت جنباتها "بنجف بنور" هي ليست رواية بقدر ماهي نوع من البوح واستحضار أطياف ذكريات تجيش في النفس أراد بها الكاتب أن يعتقل اللحظة ويستبقيها | نجف بنور (كتاب) |

- يقول بهاء جاهين:

| نجف بنور (كتاب) | أنه نوع من البوح والفضفضة وأنها ذكريات يكتبها "مخافة أن تضيع" فيضيع معها كما يقول. هي إذن سيرة الذات في المكان والزمان التي عاشت فيه مرحلة نشوئها وتكونها، بالتحديد حي امبابة في أربعينات وخمسينات القرن العشرين. وهي أيضا عمل تسجيلي، يقدم قائمة بالأمكنة وأسمائها مكانا مكانا ودكانا دكانا من وجهة طفل مع أبيه في ترام. | نجف بنور (كتاب) |